# Bore (Schiff, 1960)
Die Bore ist ein kombiniertes Museums- und Hotelschiff, das seit 2010 in der finnischen Stadt Turku liegt. Die 1960 in Oskarshamn in Schweden als Passagier- und Autofähre gebaute Bore war das letzte für den kommerziellen Einsatz in Skandinavien gebaute Dampfschiff und zugleich die erste Fähre auf der Route zwischen Finnland und Schweden, die (über eine Seitenluke) direkt von Autos befahren werden konnte. Von 1977 bis 1987 trug sie den Namen Borea, von 1988 bis 2010 wurde sie unter dem Namen Kristina Regina als Kreuzfahrtschiff eingesetzt. Als Museumsschiff hat sie ihren ursprünglichen Namen zurückerhalten.

## Geschichte
Die Bore wurde in der Werft von Oskarshamn in Schweden gebaut. Am 5. April 1960 wurde sie an die finnische Gesellschaft Höyrylaiva Oy Bore („Dampfschiffgesellschaft Bore“) übergeben, die damals mit der Effoa und der Stockholms Rederi AB Svea kooperierte. Aus dieser Kooperation ging 1970 die Silja Line hervor. In ihrer Konzeption spiegelte die Bore die Zeit des Umbruchs wider, in der sie entstand: Die Kooperationspartner der Dampfschiffsgesellschaft Bore waren noch auf den traditionellen Fährbetrieb ausgerichtet und skeptisch gegenüber RoRo-Schiffen. Im Ergebnis erhielt die Bore eine klassische Linienschiff-Gestaltung und selbst noch eine Vierfach-Expansions-Dampfmaschine mit Dampfturbine, zugleich aber die RoRo-Fähigkeit über eine seitliche Ladeluke.
Anfänglich verkehrte das Schiff hauptsächlich auf der Route Turku–Mariehamn–Stockholm, wurde aber auch zwischen Helsinki und Stockholm eingesetzt. 1972 erhielt die Bore bei einem Umbau zusätzliche Kabinen. Ihr Einsatz bei der Silja Line endete im September 1976, wonach sie bis Oktober 1977 in Stockholm aufgelegt war. Sie wurde an Jakob Lines verkauft, renoviert und in Borea umbenannt. 1978 nahm die Borea den Liniendienst zwischen Jakobstad und Skellefteå auf. Jakob Lines setzte die Borea im Allgemeinen nur im Sommer ein, die restliche Zeit war sie entweder aufgelegt oder an andere Gesellschaften verchartert. Unter anderem wurde sie für längere Zeit als Unterkunftsschiff in Algerien eingesetzt.

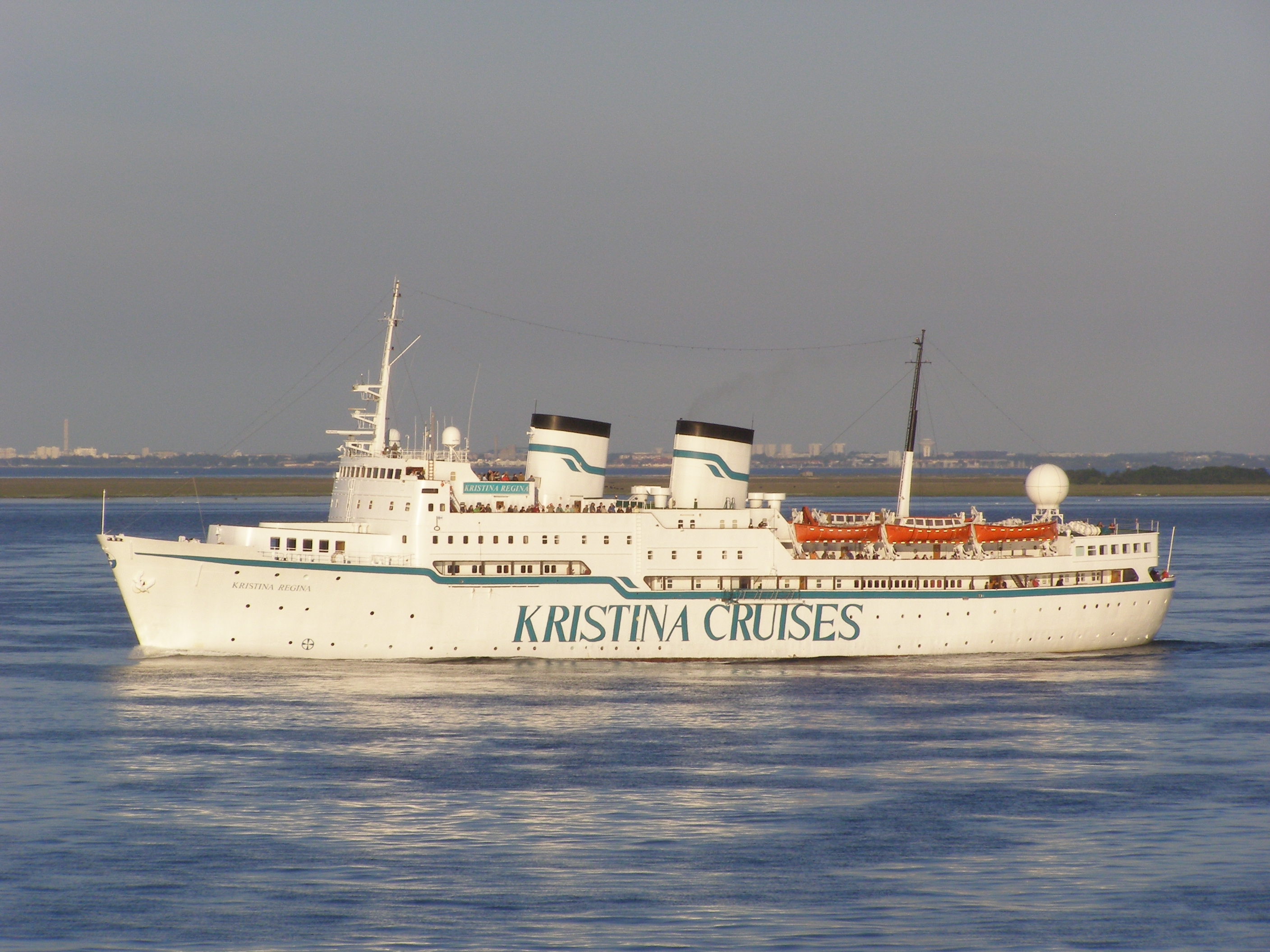
Das Schiff 2009 als Kristina Regina

1984 verkaufte Jakob Lines das Schiff an die finnische Aura Line, die mit der Borea einen touristisch ausgerichteten Liniendienst zwischen Turku und Stockholm anbot, aber bereits im Oktober selben Jahres bankrottging. Die Borea verbrachte ein weiteres Jahr aufgelegt, bis sie an einen kanadischen Geschäftsmann verkauft wurde, der sie in ein luxuriöses Kreuzfahrtschiff umbauen wollte. Sein Plan wurde nicht umgesetzt und das Schiff blieb bis Januar 1987 in Turku aufgelegt. Schließlich wurde es von Rannikkolinjat erworben, einer später unter dem Namen Kristina Cruises auftretenden finnischen Gesellschaft. Der neue Eigner ließ das Schiff für seinen neuen Einsatz als Kreuzfahrtschiff Kristina Regina umfassend umbauen; die Dampfmaschine wurde dabei durch einen Dieselmotor ersetzt. Seit 1988 wurden mit der Kristina Regina von Finnland aus Kreuzfahrten durchgeführt, anfänglich vor allem zu Zielen am Finnischen Meerbusen, später auch in der Ostsee, der Nordsee, im Mittelmeer und an der afrikanischen Westküste.
Da die Kristina Regina die Sicherheitsvorgaben der SOLAS-Konvention in ihrer Fassung aus dem Jahr 2010 nicht erfüllte und die notwendigen Anpassungen als zu kostspielig erachtet wurden, ersetzte Kristina Cruises das Schiff durch die neuere und größere Kristina Katerina. Die Kristina Regina wurde an die Oy S/S Borea Ab in Turku verkauft, einer Gesellschaft mit dem Zweck, „Schiffe, die einen bemerkenswerten Rang in der Seefahrtsgeschichte Finnlands einnehmen, für den Einsatz in den Bereichen Kultur und Touristik herzurichten“. Nachdem sie ihren ursprünglichen Namen wie auch die ursprüngliche Lackierung zurückerhalten hatte, kehrte die Bore im Oktober 2010 nach Turku zurück, wo sie seit 2011 als Hotel, Restaurant und Museum beim Marinemuseum Forum Marinum genutzt wird.